# 林昂
林昂，字嘉超，号若亭。福建侯官人，清朝政治人物。同進士出身。

## 生平
康熙四十七年（1708年）戊子科乡榜解元。五十一年（1712年）壬辰科進士，二甲第二十七名。授翰林院编修，入秘书省。

## 家族
有子林恭范，乾隆壬申年（1752年）进士。